# Garou (medicină)

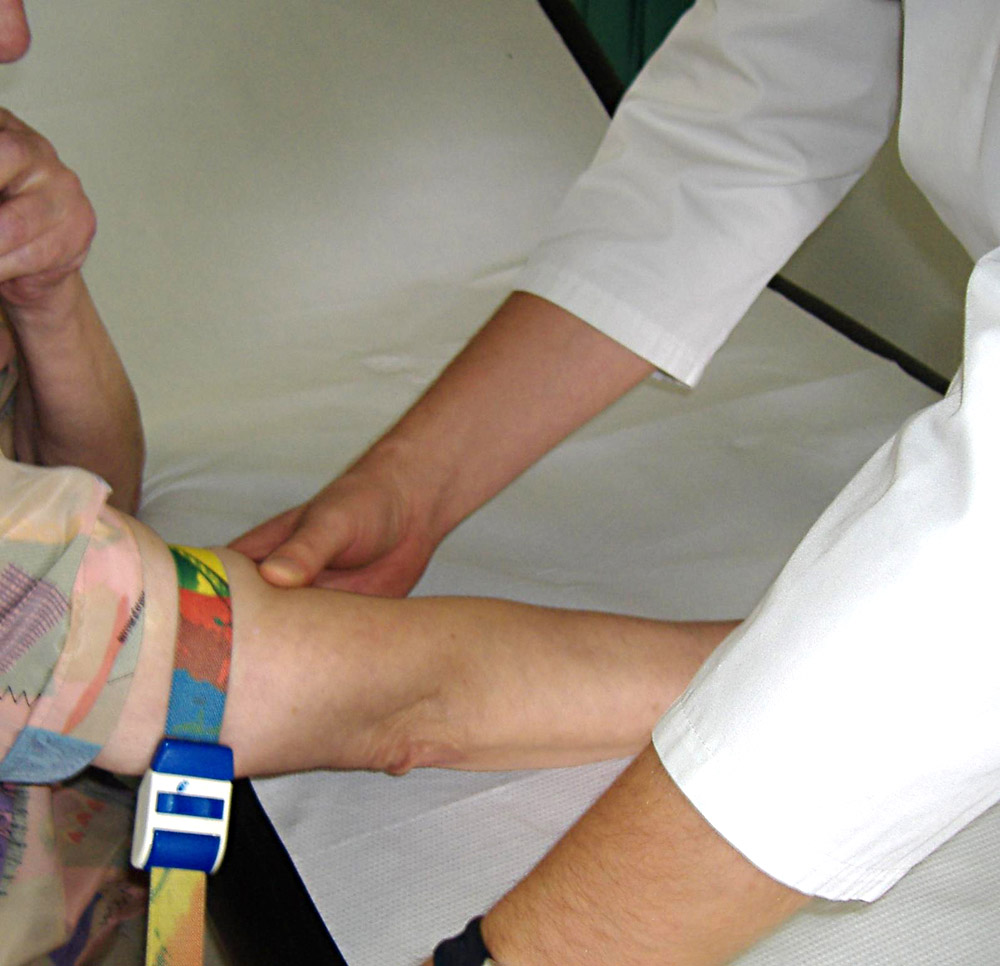
Garou aplicat pe mână

Garoul este o bandă elastică sau un tub, de obicei din cauciuc, care servește la întreruperea temporară a circulației sângelui într-o regiune a corpului, pentru oprirea unei hemoragii, prin comprimarea arterei principale a unui membru.
Prin aplicarea garoului se realizează o compresie concentrică a părților moi care, la rândul lor, exercită o compresie circulară cu închiderea vaselor de sânge. Pentru a favoriza compresiunea pe pachetul vascular, sub garou se aplica o fașă de tifon, sau un obiect dur, cu axul mare orientat paralel cu axul vascular al membrului. În acest fel încetează toată circulația sângelui dincolo de garou. Consecința este că toate țesuturile situate în regiunea respectivă nu mai primesc oxigen și nu mai sunt hrănite. Din această cauză, un garou nu poate fi menținut strâns mai mult de o oră, timp în care rănitul trebuie adus la o unitate medicală specializată.
În cazul hemoragiilor membrelor, garoul se aplică la o distanță de rană, deasupra cotului sau a genunchiului, prin strângere treptată. La fiecare 15-20 minute, garoul se desface pentru a permite sângelui să circule.